# Canistrum sandrae
Canistrum sandrae là một loài thực vật có hoa trong họ Bromeliaceae. Loài này được Leme mô tả khoa học đầu tiên năm 1999.